# Anna Louisa Karsch
Anna Louisa Karsch, znana jako Die Karschin (ur. 1 grudnia 1722 prawdopodobnie w Przetocznicy, zm. 12 października 1791 w Berlinie) – poetka okresu oświecenia, nazywana niemiecką Safoną lub zmartwychwstałą Safoną, pierwsza Niemka, która utrzymywała się z twórczości literackiej i pierwsza obywatelka Prus, która wzięła rozwód.

## Życiorys

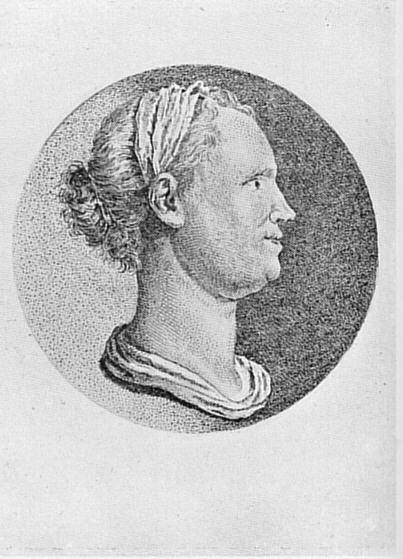
Anna Luise Karsch w młodości

Przyszła na świat na farmie mlecznej jako córka karczmarza Christiana Dürbacha. Po śmierci ojca (1728) matka oddała ją pod opiekę stryja lub stryjecznego dziadka, Martina Fetke, urzędnika sądowego w Trzcielu. Zapewnił jej edukację, nauczył czytać i pisać po łacinie i niemiecku oraz liczyć. Po jakimś czasie matka zabrała ją do domu, gdzie pracowała w gospodarstwie, pilnowała przyrodniego rodzeństwa w wieku 13–16 lat i pracowała jako służąca w innych domach. Czytała m.in. literaturę religijną, którą otrzymała od pasterza bydła.
W 1738 wyszła za mąż za sukiennika Michaela Hiersekorna ze Świebodzina. Urodziła dwoje dzieci. Mąż był alkoholikiem i nie akceptował zainteresowania żony poezją i książkami, które dawały jej ukojenie w codziennym życiu. W 1749 rozwiodła się jako pierwsza kobieta w Prusach. Była wówczas w trzeciej ciąży. Jej drugim mężem był krawiec Daniel Karsch ze Wschowy. Przeprowadzili się do centrum Polski, później wrócili do Wschowy.

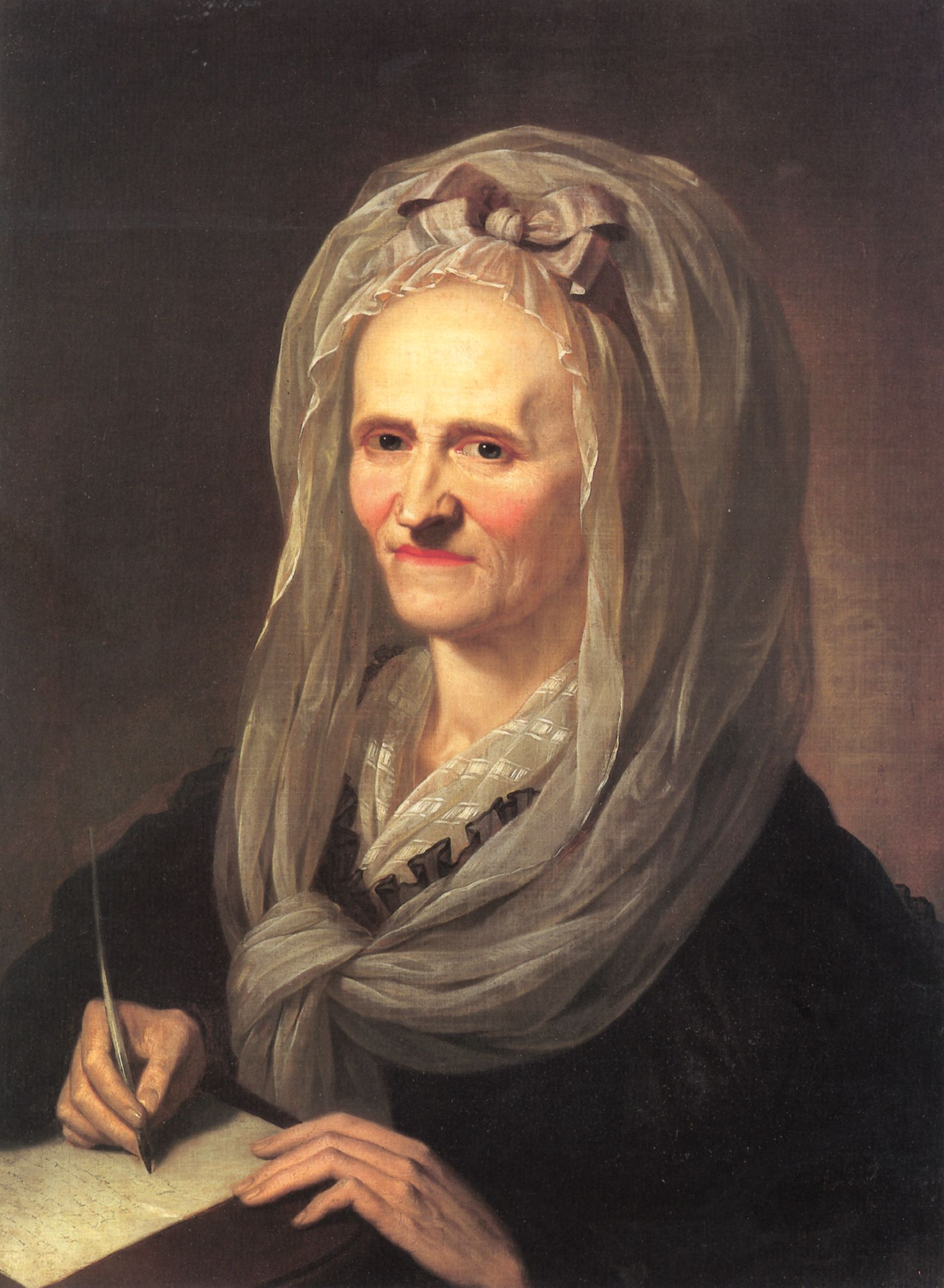
Portret Die Karshin autorstwa Karla Christiana Kehrera, 1791

Talent poetycki Karschin zauważył rektor szkoły we Wschowie – Ribov. Kobieta zaczęła pisać więcej okolicznościowych wierszy. Zyskała rozgłos i wsparcie m.in. miejscowych rodzin protestanckich. Publikowała na łamach gazet. W 1752 utworem An Seine Majestät den König von Polen upamiętniła odwiedziny Augusta III we Wschowie. W 1755 wraz z rodziną przeprowadziła się do Głogowa. Tworzyła okolicznościowe wiersze oraz patriotyczne pieśni. W liczącym 300 wersów utworze Dwie ody na wielki pożar Głogowa opisała pożar miasta 13 maja 1758. Czytała dzieła współczesnych sobie: Christiana Fürchtegotta Gellerta, Albrechta von Hallera i Friedricha Gottlieba Klopstocka.
Napisała wiele utworów sławiących zwycięstwa Fryderyka II. Jej wiersze i poematy znane były w Berlinie (Moses Mendelssohn zaświadczył o jej niezwykłym geniuszu), publikowano je też w śląskich almanachach i czasopismach. W 1760 wyjechała do Cieplic na dwumiesięczny wypoczynek, co było konieczne ze względu na postępujące problemy zdrowotne spowodowane m.in. alkoholizmem drugiego męża.
Dzięki protekcji barona Rudolfa Gottharda von Kottwitz z Bojadeł (podobno poruszonego jej wierszem Klagen einer Witwe napisanym po śmierci dwojga najmłodszych dzieci) w 1762 wyjechała do Berlina. Jej mąż – dzięki protektorowi, a decyzją komendanta głogowskiej twierdzy von Haacka – został odesłany do wojska. W Berlinie Die Karschin poznała M. Mendelssohna, G.E. Lessinga, J.G. Sulzera i K.W. Ratlera. Stali się jej mecenasami i przyjaciółmi. Umiejętnie radziła sobie w towarzystwie. Wykreowała opowieść o tym, jak natchnienie poetyckie spłynęło na nią podczas wypasu bydła. Poszerzała horyzonty edukacyjne, czytając starożytnych autorów w przekładzie na język niemiecki oraz literaturę współczesną. W Magdeburgu przebywała na dworze królowej pruskiej Elżbiety Krystyny Brunszwickiej. Tam z siostrą króla, Anną Amalią, pracowała nad Passionskantate. Była też w Halberstadt. Uniwersytet w Helmstedt nadał jej tytuł honorowej członkini Towarzystwa Naukowego.
Hrabiowie Stolberg-Wernigerode, a później książęta Brunszwiku płacili jej roczne pensje. W dniu 11 sierpnia 1763 dzięki pomocy przychylnego jej generała Friedricha Wilhelma von Seydlitza i towarzysza królewskiego Guicharda uzyskała audiencję u Fryderyka II. Guichard zlecił przetłumaczenie dwóch jej wierszy na francuski, by mógł je przeczytać król. Władca obiecał poetce dom i roczną pensję. Słowa nie dotrzymał. W 1733 przypomniała się z prośbą, ale w odpowiedzi dostała tylko list z pieczęcią dworu i pieniądze, które odesłała. Sytuacja powtórzyła się w 1783.
W 1764 opublikowano Auserlesene Gedichte von Anna Luisa Karschin – wybór jej wierszy z biografią i wstępem J.G. Sulzera. Za publikację otrzymała 2000 talarów. Pieniądze zainwestowała i jednocześnie pomagała w utrzymaniu przyrodniego rodzeństwa.
Zachowały się jej listy do Johanna Wilhelma Ludwiga Gleima, w których podpisywała się jako Safona. Darzyła pisarza uczuciem, którego nie odwzajemnił. Listy pozwalają na wgląd w literacki świat późnooświeceniowych Prus. Poetka prowadziła również korespondencję z J.W. Goethe’em. Spotkali się w 1778 i 1781.
W 1787 Fryderyk Wilhelm II wydał zgodę na budowę domu dla poetki. W 1789 zamieszkała przy Neue Promenade 1. W ostatnich latach życia była bardzo płodną twórczynią.
Zachorowała podczas podróży do Frankfurtu nad Odrą. Zmarła po powrocie do Berlina. Pochowano ją na cmentarzu obok kościoła św. Zofii. Na ścianie kościoła zachowała się jej tablica nagrobkowa z napisem: Nie znasz jej, Wędrowcu, / Więc idź ją poznać.

## Dziedzictwo i upamiętnienie

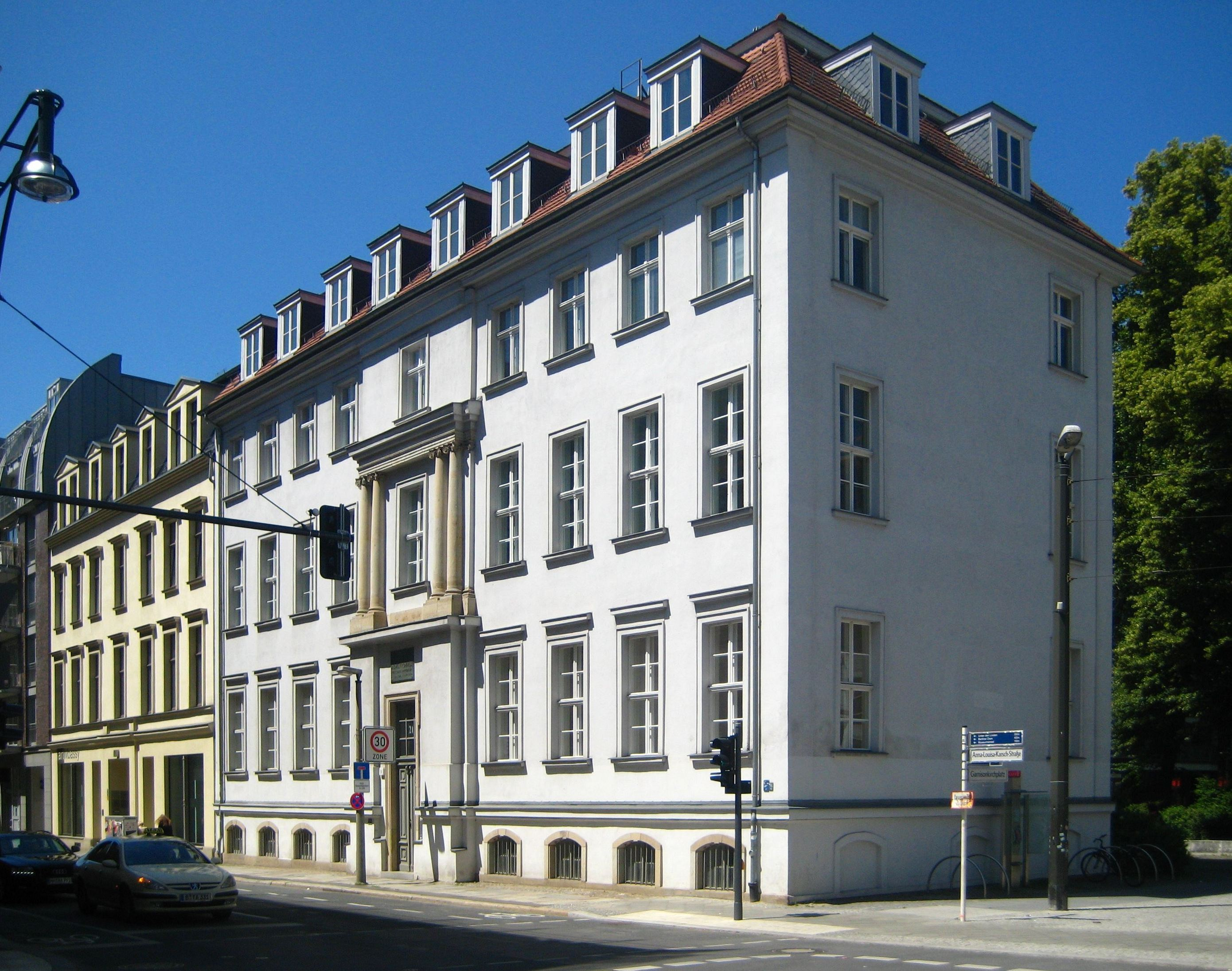
Budynek przy Anna-Louisa-Karsch-Strasse 9 w Berlinie wystawiony w 1722

Za życia była bardzo ceniona. J.W.L. Gleim okrzyknął ją niemiecką Safoną. W 1761 w Halberstadt przeprowadził jej uroczystą koronację poetycką. Później jej twórczość oceniana była surowiej i klasyfikowana jako poezja okolicznościowa. Jej prace oceniano jako różnej jakości. Doceniano je za naturalność, bogactwo opisów i pomysłowość, a krytykowano za szybkie rymy bez struktury, zaniedbania w metryce, rymach i obrazowaniu. Jej korespondencja jest często postrzegana jako jedno z jej głównych osiągnięć literackich. Pozostawiła wiele bajek, epigramatów, anakreontyków, sielanek i romansów, które pisała głównie w latach 60. XVIII wieku.
W 1784 w parku krajobrazowym Spiegelsberg ustawiono jej rzeźbę i było to pierwsze upamiętnienie osoby tworzącej poezję w Prusach. W 1789 Cal Philipp Emanuel Bach napisał kantatę pasyjną Die lezen Leiden des Erlösers‘ do słów Karschin. W 1792 wydano Gedichte z biografią poetki autorstwa jej córki Caroline Luise von Klencke, docenianej poetki i dramaturżki. Poetką została też wnuczka niemieckiej Safony, Wilhelmine von Klencke, tworząca pod pseudonimem Helmine von Cezy.
Jej prac nie publikowano w epoce napoleońskiej. Dopiero w latach 30. XIX w. została na nowo odkryta przez niemieckie środowiska literackie. Następnie ruch feministyczny doceniła ją jako pierwszą kobietę w Niemczech, która zarabiała na życie pisaniem. Doceniono też jej listy.
W Berlinie znajduje się ulica jej imienia.